# Bernard Lacombe
Bernard Lacombe (Villefranche-sur-Saône, 15 de agosto de 1952 - 17 de junio de 2025) fue un futbolista y entrenador de fútbol francés. Jugaba de delantero sobre todo por la banda izquierda.

## Trayectoria

### Clubes
Lacombe comenzó su carrera en el Olympique Lyonnais en 1969, donde jugaría hasta 1978, 274 partidos en los que convertiría 153 goles. Con ese club obtuvo en 1973 la Copa de Francia y la Supercopa de Francia. En la temporada 1978-79 fue transferido al AS Saint-Étienne, en el que convirtió 29 goles en 39 partidos.
Entre 1979 hasta su retiro, en 1987, Lacombe jugó en el Girondins de Bordeaux. Allí obtuvo la Ligue 1 en 1984, 1985 y 1987; la Copa de Francia en 1986 y 1987 y la Supercopa de Francia en 1987. En este club disputó 317 partidos, convirtiendo 142 goles. Con 255 goles en la Ligue 1, Bernard Lacombe es el segundo goleador histórico de la competición.

### Selección nacional
Con la selección francesa jugó 38 partidos entre 1973 y 1984, en los que convirtió 12 goles. Participó de la Copa Mundial de Fútbol de 1978 en Argentina, donde anotó 1 gol frente a Italia al minuto 1 cuando remató de cabeza un centro enviado por Dominique Rocheteau con lo cual venció al portero italiano Dino Zoff y la Copa Mundial de Fútbol de 1982 en España, siendo además campeón en la Eurocopa de 1984.

### Muerte
El 17 de junio de 2025, el Olympique Lyonnais anunció la muerte de Bernard Lacombe a la edad de 72 años. Se encontraba hospitalizado desde enero del mismo año en un establecimiento de la región de Lyon, afectado por la enfermedad de Alzheimer. Su muerte se produce 52 años después de una victoria en la Copa de Francia con su club de toda la vida. Jean-Michel Aulas, Didier Deschamps, Alain Giresse, Jacques Santini y Bruno Genesio le rindieron homenaje.

## Clubes
| Club                  | País    | Año       |
| --------------------- | ------- | --------- |
| Olympique de Lyon     | Francia | 1969-1978 |
| Saint-Étienne         | Francia | 1978-1979 |
| Girondins de Bordeaux | Francia | 1979-1987 |

## Palmarés

### Jugador
- Ligue 1: 1984, 1985 y 1987.
- Copa de Francia: 1973, 1986 y 1987.
- Supercopa de Francia: 1973 y 1987.
- Eurocopa 1984

### Entrenador
- Copa Intertoto: 1997[4]